# Дієго Алькальський
Дієго Алькальський (лат. Didacus, ісп. Diego de Alcalá; бл. 1400, Сан-Ніколас-дель-Пуерто — 12 листопада 1463, Алькала-де-Енарес) — католицький святий, францисканець.

## Біографія

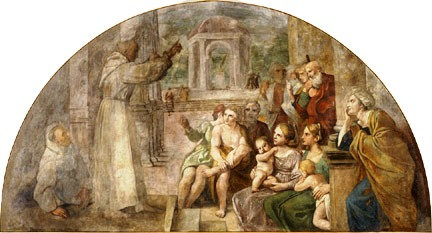
Святий Дієго проповідує в Римі. Фреска в римській церкві Ностра-Синьйора-дель-Сакро-Куоре

Найранішою біографією святого є праця Франсіско Пеньї, що вийшла з нагоди канонізації святого Дієго в XVI столітті. Пізніші житія мало що додають до основних відомостей з життя святого.
Народився на початку 1400 року в селищі Сан-Ніколас-дель-Пуерто (провінція Севілья) в родині скромного достатку. Про його ранні роки, відомо дуже мало. З ранньої юності готувався до чернецтва, його духовним наставником був відлюдник з каплиці Святого Миколая в рідному селищі. Потім він переїхав до Кордови, в монастир Святого Франциска. Там він вступив в орден францисканців-обсерванти як «світський брат» або «конверз» (які приймали лише частину чернечих обітниць, не ставали священниками і займалися, головним чином, фізичною працею). При вступі в орден прийняв чернече ім'я Дієго святого Миколая.
1441 року він був посланий на Канарські острови, в нещодавно засновану францисканцями місію на острові Лансароте. Пізніше Дієго переїхав до францисканської громади іншого острова Фуертевентура. Аж до 1445 року виконував обов'язки брамника. Попри допоміжну функцію, які виконували при монастирях конверзи (вони навіть жили окремо від братії), брат Дієго скоро звернув на себе увагу побожністю, аскетизмом і благочестивим життям. Після смерті прелата монастиря в 1445 році брата Дієго обрано його наступником і вікарієм місії на Канарах. Це стало винятком із правила, згідно з яким «світським братам» не доручалося серйозних постів.

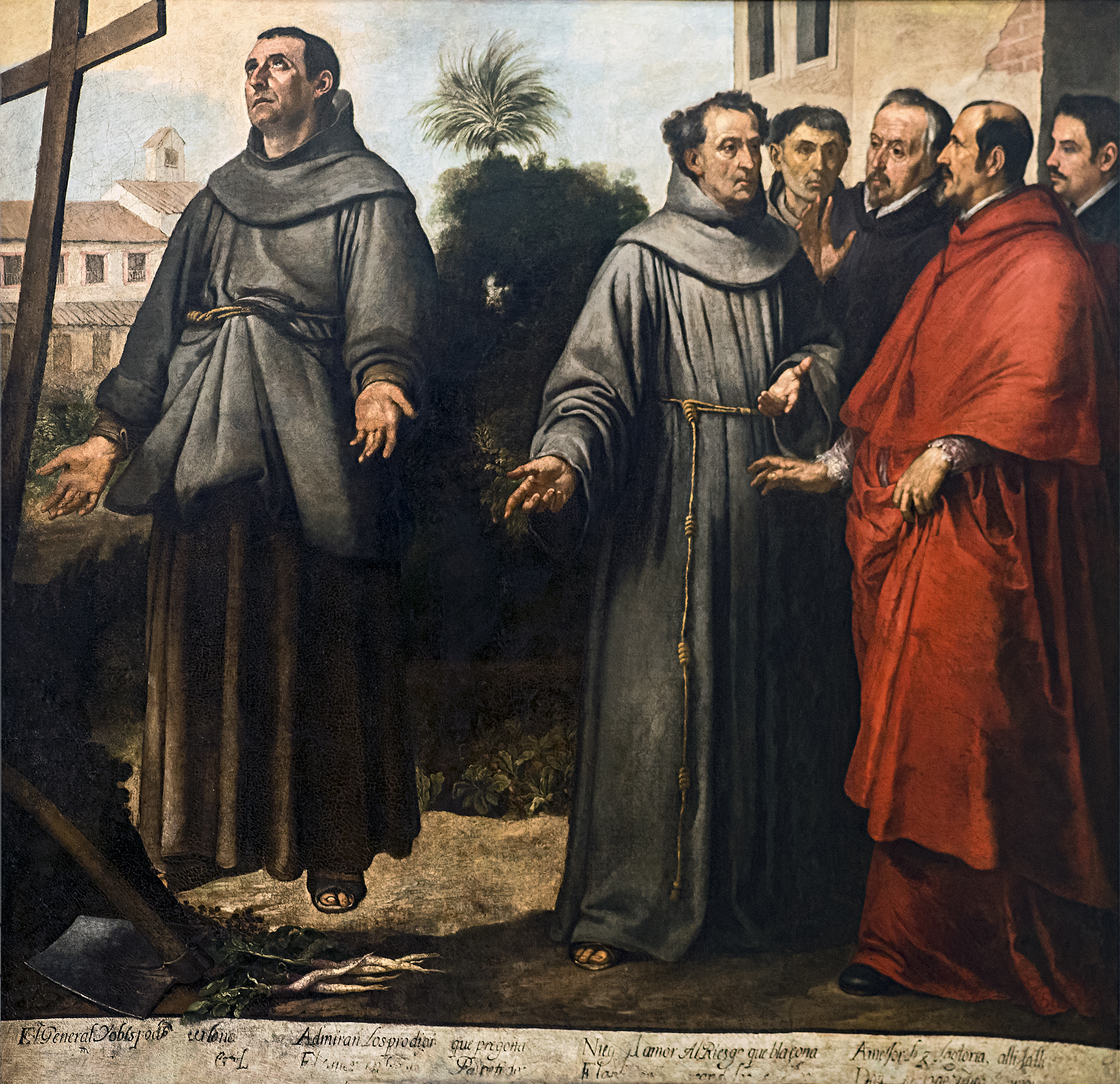
Мурільйо. Святий Дієго перед хрестом

1449 року він отримав призначення в монастир міста Санлукар-де-Баррамеда і покинув Канарські острови. Роком пізніше взяв участь у масовій прощі з нагоди ювілейного року, проголошеного папою Миколаєм V і канонізації Бернардина Сієнського. В Римі, переповненому народом, почалися епідемії, базиліка і монастир Санта-Марія-ін-Арачелі було перетворено на госпіталь. Брат Дієго працював там три місяці, доглядаючи за хворими. Житія повідомляють про вчинені ним там чудесні зцілення.
Після повернення в Іспанію перебував у ряді монастирів, поки нарешті не переїхав до монастиря святої Марії в Алькала-де-Енарес, де провів останні 7 років свого життя, працюючи сторожем і садівником. Після смерті його тіло поховано в кафедральному соборі міста.

## Після смерті

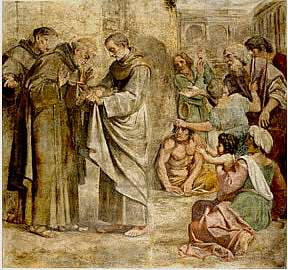
Диво з трояндами святого Дієго. Фреска в римській церкві Ностра-Синьйора-дель-Сакро-Куоре

Став шануватися як святий незабаром після смерті. Культу сприяло виявлення його мощей нетлінними і чутки про зцілення, які відбувалися на його могилі. Житія повідомляють, що його мощі видавали любі пахощі.
Найвідоміші два історичні епізоди, де йдеться про зцілення, приписувані молитвами святого Дієго:
- 1562 року дон Карлос, син і спадкоємець короля Філіпа II, перебуваючи в Алькала-де-Енарес, впав з драбини і дуже пошкодив голову, опинившись на межі смерті. Король Філіп благав про заступництво святого Дієго і навіть велів перенести мощі у королівські покої. Знаменитий лікар Везалій здійснив принцу трепанацію черепа. Вдалий результат ризикованої операції був приписаний заступництву святого, що сприяло зростанню його популярності.

- Під час полювання Енріке IV Кастильский впав з коня і пошкодив руку. Після того, як лікарі не змогли допомогти королю, він здійснив паломництво до мощей святого Дієго, незабаром після цього одужав.

Святий Дієго фігурує також у популярному середньовічному сюжеті, відомому як диво з трояндами, що, найпревніше, є пізнім перекладенням легенди про Єлизавету Угорську.

## Шанування
Святого Дієго канонізував 10 липня 1588 року папа Сикст V, причому він став єдиним святим, канонізованим протягом усього XVI століття. Серед шести чудес, здійснених за його посмертним клопотанням (обов'язкова умова для канонізації) фігурувало й одужання дона Карлоса. День пам'яті — 12 листопада (у XIX — першій половині XX століття відзначався 13 листопада). Іконографічні атрибути — хрест і квіти.
Лопе де Вега описав його життя в п'єсі «Святий Дієго де Алкала». Картини із зображенням святого Дієго створили Франсіско де Сурбаран, Мурільйо, Алонсо Кано і ряд інших художників.
Святий Дієго був і залишається вельми популярним святим іспаномовного світу. На його честь названо багато церков і монастирів, а також місто Сан-Дієго в Каліфорнії. Нетлінні мощі святого зберігаються в кафедральному соборі Алькала-де-Енарес, 13 листопада саркофаг з мощами доступний для поклоніння. У багатьох містах Іспанії та Латинської Америки 13 листопада проходять свята на честь святого Дієго з Алькали.